# مجموعة فهد الدولية
مجموعة فهد الدولية (بالإنجليزية: Fahad International Group)‏ هي توحيد للشركات العاملة في المملكة العربية السعودية. تأسست في الرياض، عاصمة المملكة العربية السعودية عام 1982 ومنذ ذلك الحين، تخصصت في التوريد والتصنيع والتركيب والتدريب لقطاع الدفاع والأمن والصناعة.

## أعمالها
تعمل في العديد من القطاعات الصناعية وتتفاعل مع قوانين ومبادئ الأعمال التجارية. بينما تحتفل بالتنوع وتدرك أن القوانين قد تختلف، لذلك فإن معاييرها الأخلاقية لا تتغير. اتبعت FIG مسارًا أخلاقيًا من خلال تاريخها الطويل والناجح. في مجالات أخرى، وهي ملتزمه بتوسيع وتحسين خدماتها ومنتجاتها وأنظمتها لتلبية الإحتياجات المتنوعة لقطاعات الأعمال التي تدخلها.
تخلق FIG قيمة من خلال تزويد أعمالها بالموارد وعملية التفكير المبتكرة والشراكات الإستراتيجية اللازمة لتحقيق تقنيات متباينة والحفاظ على الأداء الرائد لخدمة عملائها. تدعم هذه الإستثمارات مبادرات التعليم والتدريب والبحث والتطوير، للمساعدة في تطوير قادة الصناعة في المستقبل، وتقديم حلول تقنية مبتكرة لكل من العملاء والشركاء.

## الأنظمة
هناك العديد من أنظمة الحماية التي توفرها مجموعة فهد الدولية منها:
- أنظمة التوريد[3]
- أنظمة المركبات[4]
- المحاكاة والتدريب[5]
- أنظمة الترقية[6]
- أنظمة الحماية[7]

- أنظمة Turret[5]
- جندي المستقبل[8]
- تطبيقات Naval[9]
- تطبيقات محمولة جواً[10]
- أنظمة البناء[11]
- أنظمة الصناعة[12]
- التصنيع[13]
- عقود الإختصاص[14]

## روابط خارجية
- بوابة وزارة الدفاع
- مجموعة فهد الدولية (الموقع الرسمي)